# Jo Brand
Josephine Grace (Jo) Brand (Hastings, 3 mei 1957) is een Engelse comédienne, die naast haar stand-upwerk bekend is van haar gastoptredens als panellid in televisieprogramma's.

## Biografie
Nadat ze enige jaren gewerkt had als verpleegkundige in de psychiatrie begon ze midden jaren 80 in alternatieve comedyclubs in Londen, waar ze de bijnaam "The Sea Monster" kreeg. Ook verscheen ze in deze tijd in het televisieprogramma Saturday Live. Ze werd voor het grote publiek bekend toen ze haar eigen programma kreeg op Channel 4, Jo Brand Through the Cakehole.
In haar vroege werk bracht ze haar grappen in een verveelde monotone stem, met lange pauzes tussen de zinnen. Met haar Dr. Martens schoenen, haar aanzienlijke formaat en haar korte haar, werd haar imago (en haar materiaal) in de jaren 80 en 90 geïnspireerd door radicaal feminisme. Maar veel van het schijnbaar feministische materiaal werd in het einde van de grap vaak ontkracht. Ondanks de geruchten hierover is Jo niet lesbisch. Ze heeft gezegd dat ze zo vaak in de krant las dat ze lesbisch was, dat ze het bijna ging geloven.
De laatste tijd is haar humor zachter geworden en is ze regelmatig te gast geweest in programma's als Have I Got News For You en Never Mind the Buzzcocks, naast haar vele optredens in QI. Ze heeft verschillende eigen televisieseries, en ze heeft geacteerd in Absolutely Fabulous.
In 2003 werd ze in de krant The Observer genoemd als een van de 50 "grappigste acts in de Britse comedy".
Jo is in 1996 getrouwd met Bernie Bourke en samen hebben ze twee dochters: Maisie en Eliza.